# Serge III
Serge III est le 119e pape de l'Église catholique du 29 janvier 904 au 14 avril 911 (ou à septembre 911).

## Biographie
Romain, il est élu en 904 pour succéder à Christophore. Sous son pontificat débuta la très forte influence de la famille des comtes de Tusculum (voir pornocratie), notamment de Marozie Ire (892–937), fille de Théophylacte Ier de Tusculum (859–916) qui (poussée par ses parents) fut sa maîtresse à 13 ans et dont il a un enfant, le futur pape Jean XI (906–936). Néanmoins, ces deux dernières allégations sont fortement controversées et bon nombre d'historiens estiment qu'elles ne sont que des calomnies de la part des ennemis de la papauté. Ainsi, Horace Kinder Mann, Reginald L. Poole, Peter Llewelyn (Rome in the Dark Ages), Karl Joseph von Hefele, Auguste Friedrich Gfrörer, Ludovico Antonio Muratori et Francis Kenrick soutiennent que le pape Jean XI devait le jour à Albéric Ier, comte de Tusculum. Mann note que ces allégations contre Serge III proviennent de sources biaisées et peu fiables notamment des écrits de Liutprand de Crémone, fervent partisan de l'empereur du Saint-Empire Otton Ier contre les papes, et qu'elles ne s'accordent pas avec ce que des chroniqueurs fiables comme Flodoard disent de Serge III.
En 907, il produit une dispense pour l'empereur byzantin Léon VI le Sage, à propos de son 4e mariage avec Zoé Carbonopsina. L'Église occidentale n'a pas le même point de vue doctrinal sur le nombre de noces possibles : en Occident, aucune limitation n'est imposée en cas de veuvage,en Orient, les 3e et 4e mariages sont interdits par l'Église et le 2e doit s'accompagner d'une pénitence[réf. nécessaire]. Serge III donne ainsi un élément de légitimité à Léon VI.
Il meurt le 14 avril 911 ou en septembre 911.

## Généalogie
Voir aussi Théophylactes
- Serge III (860–911) ;
- + Marozie Ire (892–937) très fortement controversé et peu probable ;
  - Jean XI (906–936), pape (931–936). Beaucoup d'historiens pensent que le comte de Tusculum Albéric Ier est le vrai père de Jean XI.